# Lucius Appuleius Saturninus
Lucius Appuleius Saturninus, római demagóg és néptribunus, Caius Marius politikai szövetségese, kinek későbbi bukását a Marius háttérbeszorítása érdekében hozott politikai alku okozta, melynek következtében a nagy hadvezért egészen a Kr. e. 91 és 88 között dúló polgárháborúig mellőzték a politikai életből.

## Quaestor
Saturninust Kr. e. 104-ben, quaestori hivatalviselésének évében, az ostiai kikötőbe megérkező import gabona felügyeletével bízta meg a szenátus, de később a testület szokatlan módon eltávolította feladatköréből és Marcus Aemilius Scaurust, az optimaták vezéralakját nevezte ki a helyére. Nem tűnik úgy, hogy a feladatra való alkalmatlansággal vagy gondatlansággal vádolták volna meg, és az elfogadott nézet szerint éppen ez az igazságtalan eljárás taszította a későbbiekben a populares oldalára.

## Első néptribunusi év
Kr. e. 103-ban, néptribunussá választásának évében, egyezséget kötött Mariussal, mely szerint katonái politikai támogatásáért cserébe ki fogja harcolni, hogy minden egyes veterán 100 iugerum földjuttatást kapjon Africa provincia területén. Elsősorban az ő tevékenységének volt köszönhető az is, hogy Mariust negyedszer is consulnak választották Kr. e. 102-ben.
Ekkor adódott számára az a lehetőség is, hogy megtorolja a nobiles korábban ellene elkövetett igazságtalan eljárását, ugyanis Kr. e. 101-ben követek érkeztek VI. Mithridatestől, Pontus királyától, akik céljaik elérése érdekében nagy összegekkel vesztegették meg a szenátus prominens tagjait. Saturninus a szenátust kompromittáló kijelentéseivel és a követek ellen intézett kirohanásaival felbosszantotta az optimatákat, akik a nemzetek közötti kapcsolatokat szabályozó törvények és szokások megsértése okán bíróság elé rángatták, és az ítélettől csak az menekítette meg, hogy ad misericordiam a néphez fellebbezett. Valószínűleg Saturninus első néptribunusi idejére tehető a lex Appuleia de maiestate, melynek bár a pontos rendelkezései nem ismertek, de következtében a néptribunusok és ez által a populares hatalma megnövekedett, mivel a törvény a minuta maiestas eljárás által felhatalmazta a római népet mindazon esetek kivizsgálására, melyek a közösség egészének érdekeit veszélyeztették, ami összetettebb fogalmat sejtet, mint az árulás modern fogalma.
Saturninus azzal a céllal, hogy még erősebbre fűzze a Gracchusok emlékét még mindig tisztelő néppel való kapcsolatát, a városban mindenhova magával vitte a felbérelt libertinus Lucius Equitiust, aki Tiberius Sempronius Gracchus fiának adta ki magát. Bár Cornelia, a Gracchusok anyja nem ismerte el állítólagos unokáját, a tömeg egy alkalommal megkövezte Metellus Numidicust, mivel az nem ismerte el Equitius római polgárjogát. Saturninus gyűlölete Quintus Caecilius Metellus Numidicus ellen arra vezethető vissza, hogy az censorsága idején megpróbálta erkölcstelenség ürügyén eltávolítani őt a szenátusból, és csupán Metellus hivatali társának ellenkezése akadályozta meg ebben.

## Második néptribunusi év
Gaius Marius, miután a cimber törzs felett aratott győzelmét követően visszatért Rómába, a szenátuson belül politikai értelemben elszigetelve találta magát, így szövetségre lépett Saturninussal és Gaius Servilius Glauciával, így együtt politikai céljaik elérése érdekében maguk mögé tudták állítani Marius veteránjait és az elszegényedett római tömegeket. Vesztegetésekkel és gyilkosságokkal elérték, hogy Mariust Kr. e. 100-ban hatodszor is consullá válasszák meg, ugyanakkor Glaucia praetor, Saturninus pedig másodszor is néptribunus lett.
Saturninus ebben az évben egy agrártörvényt (lex Appuleia agraria) terjesztett be, mellyel továbbvitte volna az afrikai földekre vonatkozó korábbi intézkedéseket. A törvénytervezet szerint a Paduson túli területeket, melyeket korábban a Marius által szétvert cimberek, valamint ideiglenes megszálló független kelta törzsek birtokoltak, fenntartották volna a Marius veteránjai közötti szétosztásra. Ez azonban problémás elgondolás volt, hiszen az említett területek már a provincia lakosainak tulajdonában voltak, mielőtt a cimber törzs elűzte őket földjeikről. A törvénycsomag másik előterjesztése szerint kolóniákat alapítottak volna Siciliában, Achaeában és Makedóniában a Quintus Servilius Caepio (consul Kr. e. 106) által megtalált, majd elsikkasztott tolosai aranykincs visszaszerzését követően az abból fennmaradt összegből. Továbbá római polgárjoggal nem rendelkező itáliaiakat is letelepítettek volna ezekbe a kolóniákba, mely által részlegesen elismerték volna az itáliaiak a római polgárokéval való jogegyenlőségének ideáját. Az előterjesztés ezen része ellen sokan tiltakoztak az alsóbb rétegek körében is, mivel nem akarták polgárjogi privilégiumaikat másokkal, akár csak részlegesen is, megosztani. A törvény záradéka tartalmazta, hogy annak elfogadását követően öt napon belül minden szenátornak esküt kell tennie a benne foglaltak megtartására, és amennyiben ezt nem teszik meg, a szenátusból való kizárással és nagy összegű pénzbüntetéssel sújthatók. Minden szenátor le is tette az esküt Quintus Caecilius Metellus Numidicus kivételével, aki önkéntes száműzetésbe vonult. Saturninus, hogy a csőcselék támogatását megnyerje, törvényt hozatott arról, hogy a római polgárok alacsony áron jussanak gabonához, a különbözetet pedig az állam fedezze (lex Appuleia frumentaria). A quaestor, Quintus Servilius Caepio, kijelentette, hogy a kincstár nem képes fedezni ezt a kiadást, valamint több néptribunus is megvétózta a törvényt. Saturninus azonban elrendelte, hogy mindezek ellenére a szavazást folytassák le, Caepiót pedig erőszakkal eltávolíttatta. A szenátus érvénytelennek nyilvánította a szavazást, mondván, az istenek helytelenítése jeleként mennydörgést lehetett hallani, Saturninus azonban azt válaszolta nekik, jobb, ha a szenátus csendben marad, különben a mennydörgést még jégeső is követheti. A törvényeket végül (leges Appuleiae) Marius veteránjainak támogatásának köszönhetően elfogadták.

## Bukás és a halál
Gaius Mariusnak rá kellett döbbennie, hogy két szövetségese beárnyékolja és kompromittálja őt politikai módszereivel, és komolyan fontolgatni kezdte, hogy szakít velük, így Saturninus és Glaucia csak abban látták biztosítva politikai jövőjüket, ha újra hivatalba kerülnek. Saturninust Kr. e. 100. december 10-én harmadszor is néptribunusnak választották, Glaucia pedig, bár egy évvel korábban volt praetor, és a lex Villia annalis alapján még két évig kellett volna még várnia, consulnak jelöltette magát. Marcus Antonius Oratort ellenállás nélkül consullá választották, de a másik optimata jelöltet, Gaius Memmiust, akinek, úgy tűnt, jobb esélye van elnyerni a hivatalt, Saturninus és Glaucia felbérelt emberei halálra verték a szavazás idején.
Ennek következtében hirtelen változás állt be a közhangulatban. A szenátus a következő napon összegyűlt, és Saturninust, valamint Glauciát közellenséggé nyilváníttatta, és ügyes politikai manőverrel Mariust kérte fel az állam megvédésére, akinek más választása nem lévén, engedelmeskedett a felkérésnek (senatus consultum ultimum de re publica defendenda). Saturninus támogatóit december 10-én legyőzték a Forumon és annak közelében vívott utcai harcokban, ő pedig megmaradt támogatóival a Capitoliumra vonult vissza, ahol, miután a vízellátást elvágták, kapitulálni volt kénytelen. Marius biztosította őket, hogy meghagyják az életüket, majd a Curia Hostiliába vitette őket, hogy majd az érvényben lévő törvények alapján eljárjon ellenük. Ám a szenátus indulatosabb konzervatív gondolkodású tagjai felmásztak az épület tetejére, megbontották azt, és a cserepekkel halálra kövezték Saturninust és társait. Glauciát eközben a saját házából rángatták elő és ölték meg.

## Leszármazottak
Lánya, Appuleia a családját övező negatív megítélés ellenére jól házasodott, és két későbbi consulnak is életet adott, beleértve Marcus Aemilius Lepidust, az egyik triumvirt is. Másik leszármazottja, Sextus Appuleius Kr. e. 29-ben volt consul, az ő fia, Sextus Appuleius (consul Kr. e. 14), Augustus unokahúgának, Claudia Marcella Maiornak lett a harmadik férje. Marcus Appuleius (consul Kr.e. 20) talán szintén Saturninus egyik leszármazottjának tekinthető.